# 익산 나바위성당
익산 나바위성당(益山 나바위聖堂)은 대한민국 전북특별자치도 익산시 망성면에 있는 대한제국 시대의 성당이다. 1987년 7월 18일 대한민국의 사적 제318호로 지정되었다.
천주교가 들어오면서 지은 건물이며 한국전통양식과 서양양식이 합쳐진 점에서 주목할 만하다. 베르모렐 신부와 김대건 신부의 기념비가 있다.

## 역사
이 성당은 김대건(金大建) 신부가 중국에서 조선 헌종(憲宗) 11년 1845년에 사제서품을 받고 페레올 주교, 다블뤼 신부와 함께 황산나루터에 상륙한 것을 기념하기 위하여 1906년에 지은 건물이다. 1906년 베르모렐 신부가 감독과 설계를 하고 중국인 기술자들을 동원해 지었다. 당시에는 목조건축으로 앞면 5칸·옆면 13칸이었는데, 1916년 건물을 고치면서 일부분을 벽돌로 바꿨으며, 그 뒤 다시 2차례 수리를 하였다. 2층 건물과 비슷하며 지붕은 옆면이 여덟 팔(八)자 모양인 팔작지붕에 천장은 판자로 처리했고 바닥에 널판지를 깔았다.

## 명칭
성당이 위치해 있는 익산시 망성면 화산리는 우암 송시열이 주변 산세가 절경이라 여겨 '화산'이라 붙인 것에서 따왔기 때문에, 과거에는 '화산성당'이라고 불렸다. 그러나 완주군의 화산면과 이름이 겹치는 점이 있어 이후에 화산 정상 끝자락에 있는 나바위에서 명칭을 따와 지금의 '나바위성당'으로 바꾼 것이다.

## 미사 시간
| 요일      | 미사시간                        | 미사시간      | 미사시간                |
| --------- | ------------------------------- | ------------- | ----------------------- |
| 월요일    | 06:00                           | -             | -                       |
| 화·목요일 | 19:00                           | 19:30(5~10월) | -                       |
| 수·금요일 | 11:00                           | -             | -                       |
| 주일미사  | 18:00(토요일)                   | 6:00(일요일)  | 10:00(일요일. 교중미사) |
| 첫 토요일 | 11:00(성모신심 및 가정성화미사) |               |                         |

## 갤러리

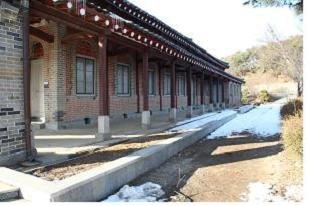
익산 나바위성당
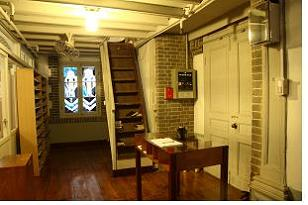
익산 나바위성당
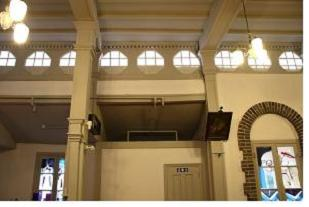
익산 나바위성당
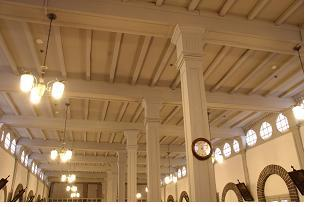
익산 나바위성당
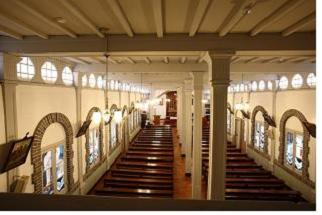
익산 나바위성당
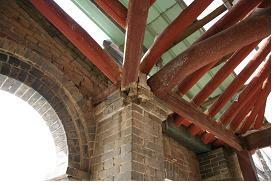
익산 나바위성당
익산 나바위성당
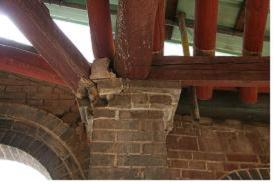
익산 나바위성당
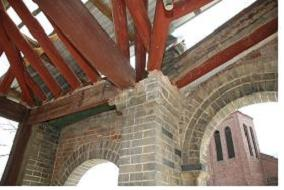
익산 나바위성당
측면세부
현관부
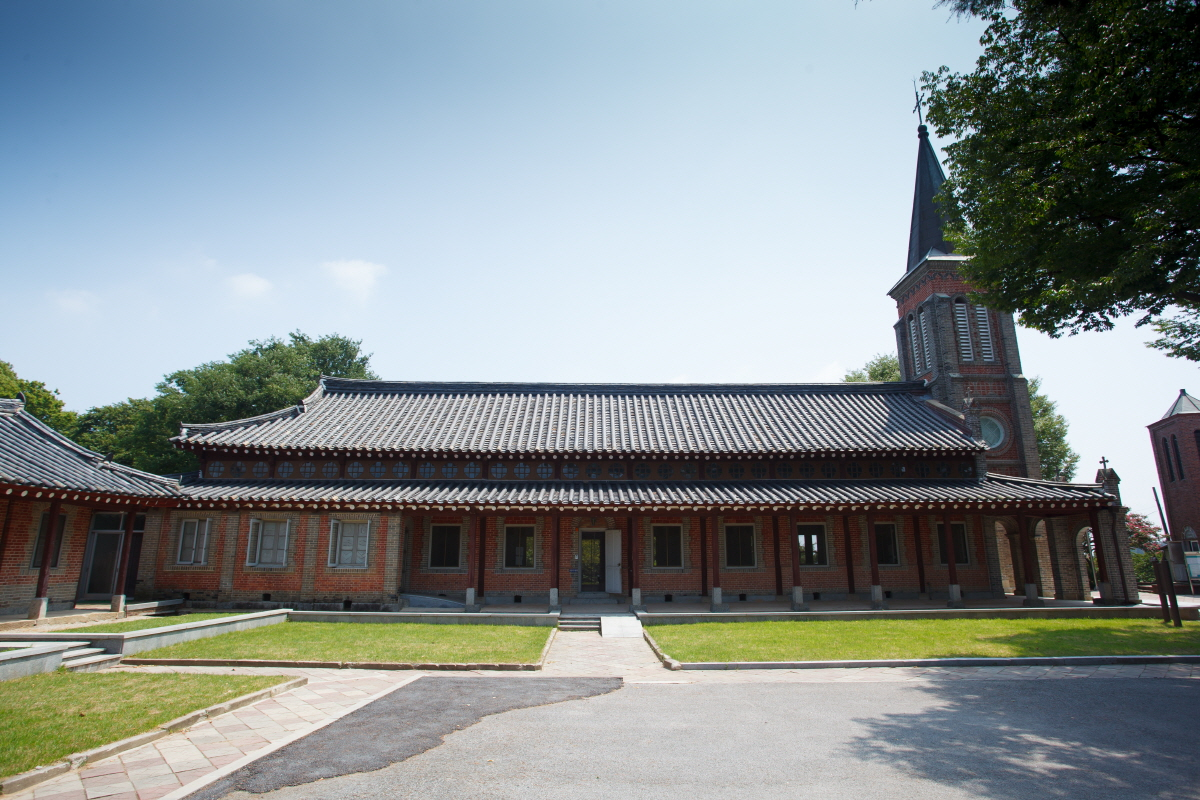
성당 측면
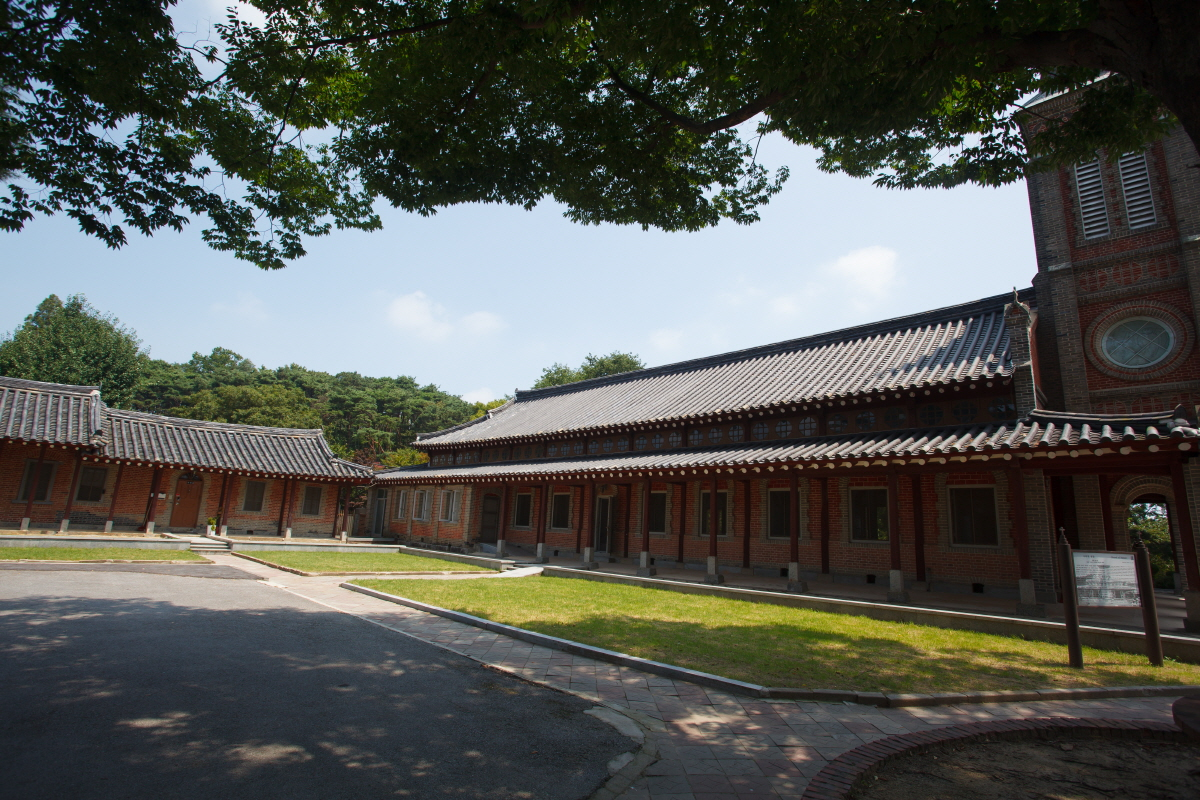
전경1
전경2
전경3
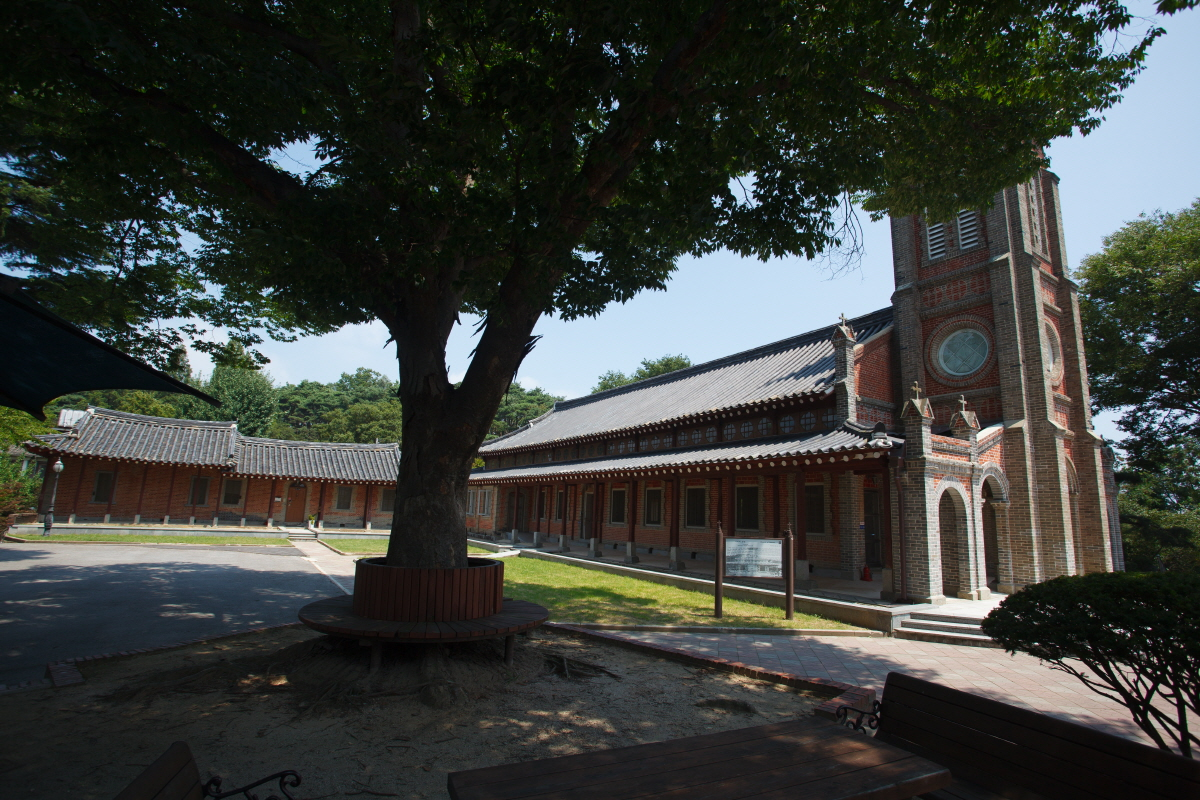
전경4

## 같이 보기
- 김대건(안드레아)신부 순교비 - 익산시 향토유적 제16호